# Impuls (teoria sygnałów)

Impulsy: t_{1} – czas trwania impulsu, T – okres pomiędzy kolejnymi impulsami

Impuls – sygnał o skończonym czasie trwania, który ma określone parametry opisujące jego charakterystykę.
Przykładem są impulsy cyfrowe, czyli bity przesyłane pomiędzy dwoma urządzeniami cyfrowymi (np. komputerami), reprezentowane jako podwyższenia lub obniżenia napięcia elektrycznego w kablu miedzianym, promienie świetlne biegnące przez kabel światłowodowy albo fale radiowe wymieniane pomiędzy urządzeniami sieci bezprzewodowej.